# .bb
.bb – krajowa domena internetowa najwyższego poziomu przypisana dla stron internetowych z  Barbadosu, działa od 1991 roku i jest administrowana przez Cable & Wireless (Barbados) Limited.

## Domeny drugiego poziomu
- .com.bb — do zastosowań komercyjnych
- .edu.bb — wyższe ośrodki edukacyjne
- .gov.bb — jednostki rządowe
- .net.bb — Internet i sieci
- .org.bb — organizacje pozarządowe